# 河川プール
河川プール（かせんプール）は、河川に設けられたプール。

## 概要
河川の一部を堰き止めてプールとするか、河川敷などに設けたプールに河川から取水した水を貯える。いずれの形態にせよ、河川の水をそのまま用いるため、水質がよく、水温が高い必要があり、西日本の河川の上流や中流に夏季に設けられることが多い。
このうち、河川の一部を堰き止めてプールとしたものは最も原始的な形態であり、かつては、プール設備のない山間部の学校などでよく見られた。河川のうちの危険が低い箇所を選んでプールとしており、区域が限られていて監視の目が行き届きやすいため、天然の川での川遊びに比べると安全である。しかし、流水をそのまま用いることになるため水温が低く、降雨などによる流量（水深）の増減、流速の緩急などの変化があるという欠点がある。
近年では、河川敷などにプールを設け、その水を河川から取水する形式の河川プールが多く建設されている。この場合には、単に川を堰き止めた場合に比べ、流量や流速を調整できるなど、より一般のプールに近い性格を有する。川から取水してからプールに注ぐまでに浅い水路を経由させて、多少ではあるが水温を上昇させる仕組みを持つものもある。

## 河川プールの例
- 多度峡天然プール（多度川） - 三重県桑名市
- 俵山河川プール（七重川） - 山口県長門市
- 二鹿野外活動センター（二鹿谷川） - 山口県岩国市
- 仁保川河川プール（仁保川） - 山口県山口市
- 棚田親水公園（宝珠山川） - 福岡県東峰村
- 河内河川プール（大木川） - 佐賀県鳥栖市
- 山国川源流河川プール（山国川） - 大分県中津市
- 津民川河川プール（津民川） - 大分県中津市耶馬溪町
- 河原内川河川プール（河原内川） - 大分県大分市
- 中島公園名水河川プール（緒方川） - 大分県竹田市
- 井崎河川公園（奥岳川） - 大分県豊後大野市清川町
- 白山河川プール（中津無礼川） - 大分県豊後大野市三重町・清川町
- 野島川河川プール（野島川） - 宮崎県宮崎市
- 日南ダム河川プール（酒谷川） - 宮崎県日南市
- 観音滝公園河川プール（南川） - 鹿児島県さつま町